# Los cuatro implacables
Los cuatro implacables (I quattro inesorabili) es una película del año 1965, dirigida por el italiano Primo Zeglio y enmarcada dentro del subgénero del spaghetti western.

## Argumento
Sam es un agente rural que va tras la pista de un inocente acusado de asesinato. Mientras tanto, cuatro cazadores de recompensas persiguen al agente en busca de su cabeza.